# باتريك كريستنسن
باتريك كريستنسن (بالدنماركية: Patrick Kristensen)‏ (28 أبريل 1987 في الدنمارك - ) هو لاعب كرة قدم دانمركي في مركز جناح ‏. شارك مع منتخب الدنمارك تحت 17 سنة لكرة القدم ومنتخب الدنمارك تحت 19 سنة لكرة القدم ومنتخب الدنمارك تحت 21 سنة لكرة القدم. أما مع النوادي، فقد لعب مع نادي أوبه والبورك بولدسبيلكلوب ‏.

## وصلات خارجية
- باتريك كريستنسن على موقع الاتحاد الأوربي (الإنجليزية)
- باتريك كريستنسن على موقع قاعدة بيانات كرة القدم.إي يو (الإنجليزية)
- باتريك كريستنسن على موقع Soccerway.com (الإنجليزية)
- باتريك كريستنسن على موقع عالم كرة القدم.نت (الإنجليزية)
- باتريك كريستنسن على موقع AS.com (الإسبانية)